# Hunden Ib
Hunden Ib er bøger og animation til de mindste børn.
Hunden Ib er produceret af det danske produktionsfirma, MiniCosmos ApS. Historierne er illustreret af Rasmus Bregnhøi og skrevet af Peter Nordahl, som på dansk også er Ibs stemme.

## Stemmer
Fortæller - Peter Nordahl

## TV/Streaming
Sæson 1 
1. Hunden Ib er forsvundet væk
2. Hunden Ib er ret sur
3. Hunden Ib fodrer myrerne
4. Hunden Ib gynger højt
5. Hunden Ib hjælper en and
6. Hunden Ib holder lillejuleaften
7. Hunden Ib siger godnat til en gris
8. Hunden Ib slukker brandmanden
9. Hunden Ib tager sin lasso
10. Hunden Ib tænker sig om en ekstra gang

Sæson 2 
- Ib bliver forfulgt af nogle bænkebidere (afsnit 1 af 26)
- Ib kravler op ad stigen (afsnit 3 af 26)
- Ib spejler sig (afsnit 9 af 26)
- Ib læser en tyk bog (afsnit 10 af 26)
- Ib hjælper en træt knopsvane (afsnit 15 af 26)
- Ib inviterer Esther N (afsnit 17 af 26)